# Hessisch voetbalkampioenschap 1912/13
In 1912/13 werd het zevende Hessisch voetbalkampioenschap gespeeld, dat georganiseerd werd door de West-Duitse voetbalbond. 
VfB 1905 Marburg werd kampioen en plaatste zich voor de West-Duitse eindronde. De club verloor met 7:1 van SC Union 05 Düsseldorf. 

## A-Klasse
| Plaats | Club                      | Wed. | W  | G | V  | Saldo | Ptn.  |
| ------ | ------------------------- | ---- | -- | - | -- | ----- | ----- |
| 1.     | Casseler FV 95            | 16   | 11 | 2 | 3  | 45:20 | 24:8  |
| 2.     | VfB 1905 Marburg          | 16   | 12 | 0 | 4  | 46:22 | 24:8  |
| 3.     | 1. FC Borussia Fulda      | 16   | 9  | 3 | 4  | 26:19 | 21:11 |
| 4.     | 1. Casseler BC Sport 1894 | 16   | 10 | 1 | 5  | 41:36 | 21:11 |
| 5.     | BSV Herkules Cassel       | 16   | 6  | 4 | 6  | 23:26 | 16:16 |
| 6.     | FV Eintracht Cassel       | 16   | 7  | 2 | 7  | 23:33 | 16:16 |
| 7.     | Gießener SV 1900          | 16   | 4  | 2 | 10 | 19:34 | 10:22 |
| 8.     | FV Fulda                  | 16   | 2  | 2 | 12 | 19:22 | 6:26  |
| 9.     | VfB 08 Gießen             | 16   | 3  | 0 | 13 | 13:43 | 6:26  |

|  | Play-off titel |
|  | Degradatie     |

Play-off
| Team 1         | Uitslag | Team 2         |
| -------------- | ------- | -------------- |
| Casseler FV 95 | 2:3     | VfB 05 Marburg |